# Buick V6
Buick V6 — V-образный шестицилиндровый бензиновый двигатель внутреннего сгорания, выпускавшийся с 1962 по 2008 год подразделением Buick компании General Motors.

## Fireball V6
Двигатель Fireball V6 под кодовым обозначением 6I был представлен в 1961 году на Buick Special. Его объём составлял 3,2 л (198 кубических дюймов), а угол наклона между цилиндрами — 90°. Двигатель имел неравномерную схему срабатывания из-за того, что коленчатый вал имеет только три шатуна, каждый из которых расположен на расстоянии 120° друг от друга, при этом противоположные цилиндры (1-2, 3-4 и 5-6) имеют общий шатун, как и многие двигатели V8. Неравномерный характер срабатывания часто воспринимался как грубость, что побудило бывшего руководителя American Motors описать его «грубее, чем початок». Фактическое расстояние между цилиндрами составляет 108 мм.

### 198
- Объём: 3,2 л (198 кубических дюймов)
- Код: JL
- Диаметр цилиндра × ход поршня: 92,08 × 80,96 мм

Применения:
- Buick Special

### 225
- Объём: 3,7 л (225 кубических дюймов)
- Код: KH (с 1964 года), LH (с 1965 года), MH (с 1966 года), NH (с 1967 года)
- Иные обозначения: Wildcat V-6 (с 1966 года)
- Диаметр цилиндра × ход поршня: 95,25 × 86,4 мм
- Мощность: 116—119 кВт (155—160 л. с.)

### Dauntless V6
- 1966—1971 Jeep Jeepster & Jeepster Commando
- 1966—1971 CJ-5
- 1966—1971 CJ-6

### 231
- Объём: 3,8 л (231 кубический дюйм)
- Код: LD5, LD7
- Диаметр цилиндра: 97 мм
- Мощность: 78—82 кВт (105—110 л. с.)

- 1975      Buick Apollo
- 1975—1980 Buick Skyhawk
- 1975—1977 Buick Century
- 1975—1977 Buick Regal
- 1975—1976 Buick LeSabre
- 1975—1979 Buick Skylark
- 1975—1982 Oldsmobile Cutlass
- 1978—1981 Chevrolet Camaro
- 1978—1987 Chevrolet El Camino
- 1978—1983 Chevrolet Malibu
- 1978—1987 Chevrolet Monte Carlo
- 1978—1980 Chevrolet Monza
- 1978—1987 Oldsmobile Cutlass Supreme
- 1975—1980 Oldsmobile Starfire
- 1977—1979 Oldsmobile Omega
- 1978—1987 Pontiac Grand Prix
- 1976—1980 Pontiac Sunbird
- 1976—1981 Pontiac Firebird
- 1978—1981 Pontiac LeMans
- 1977—1979 Pontiac Ventura

### LD5

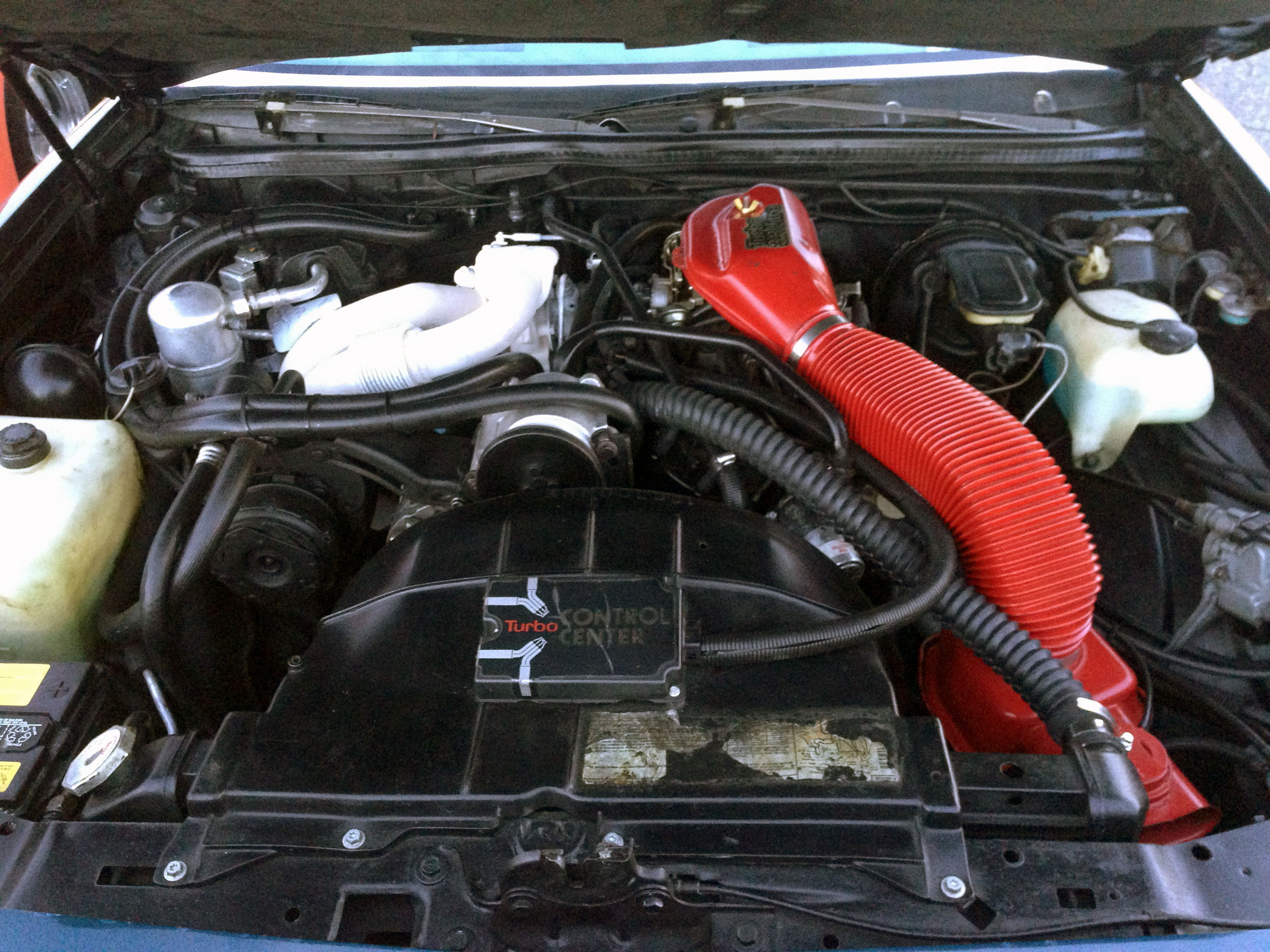
LD5 на Buick Regal

- Объём: 3,8 л (231 кубический дюйм)
- Код: LC6, LC2
- Диаметр цилиндра × ход поршня: 96,5 × 86,4 мм
- Мощность: 175—224 кВт (235—300 л. с.)

- 1978—1987 Buick Regal
- 1978—1980 Buick LeSabre
- 1979—1980 Buick Century
- 1979—1985 Buick Riviera
- 1980—1981 Chevrolet Monte Carlo
- 1989 Pontiac Trans Am Turbo

### LC9
- Объём: 3,2 л (196 кубических дюймов)
- Диаметр цилиндра: 88,9 мм
- Мощность: 67—78 кВт (90—105 л. с.)

Применения:
- Buick Century
- Buick Regal
- Chevrolet Monza

### LC4
- Объём: 4,1 л (252 кубического дюйма)
- Диаметр цилиндра: 100,7 мм

| Годы производства | Мощность                            | Крутящий момент          | Степень сжатия | VIN-код |
| ----------------- | ----------------------------------- | ------------------------ | -------------- | ------- |
| 1980—1984         | 125 л. с. (92 кВт) при 4,000 об/мин | 278 Н·м при 2,000 об/мин | 8.0:1          | 4       |

- 1980—1984 Buick Electra
- 1980—1984 Buick LeSabre
- 1982—1984 Buick Regal
- 1981—1984 Buick Riviera
- 1980—1982 Cadillac DeVille
- 1981—1982 Cadillac Eldorado
- 1980—1982 Cadillac Fleetwood
- 1981—1982 Cadillac Seville
- 1981—1983 Oldsmobile 98
- 1981—1984 Oldsmobile Toronado
- 1982 Pontiac Grand Prix
- 1982 Pontiac Bonneville

### LK9
- Объём: 3,0 л (181 кубический дюйм)
- VIN-код: E

| Годы производства | Мощность                            | Крутящий момент          | Степень сжатия |
| ----------------- | ----------------------------------- | ------------------------ | -------------- |
| 1982—1983         | 110 л. с. (81 кВт) при 4,800 об/мин | 197 Н·м при 2,000 об/мин | 8,45:1         |
| 1984—1985         | 110 л. с. (81 кВт) при 4,800 об/мин | 197 Н·м при 2,600 об/мин | 8,4:1          |

- 1982—1985 Buick Century
- 1982—1985 Oldsmobile Cutlass Ciera
- 1985 Oldsmobile 98
- 1985 Buick Electra

### LN7
- VIN-код: L

| Мощность                            | Крутящий момент          | Степень сжатия |
| ----------------------------------- | ------------------------ | -------------- |
| 125 л. с. (92 кВт) при 4,900 об/мин | 203 Н·м при 2,400 об/мин | 9.0:1          |

- 1986 Oldsmobile Delta 88
- 1986 Buick LeSabre
- 1986—1988 Buick Skylark
- 1985—1987 Buick Somerset
- 1985—1987 Pontiac Grand Am
- 1985—1988 Oldsmobile Cutlass Calais

### 3.8 FWD LG2/LG3
- VIN-код: B (LG2), 3 (LG3)
- Мощность: 93—112 кВт (125—150 л. с.) при 4400 об/мин
- Крутящий момент: 264—271 Н⋅м при 2000—2200 об/мин

- 1984—1988 Buick Century
- 1986 Buick Riviera (LG2)
- 1987 Buick Riviera (LG3)
- 1986—1987 Buick LeSabre
- 1985—1987 Buick Electra
- 1984—1988 Oldsmobile Cutlass Ciera
- 1986—1987 Oldsmobile Delta 88
- 1985—1987 Oldsmobile Ninety Eight
- 1986—1987 Oldsmobile Toronado
- 1987—начало 1988 Pontiac Bonneville

## 3800 V6

### Предсерийные

#### LN3
- Мощность: 123 кВт (165 л. с.)
- Крутящий момент: 285 Н⋅м

- 1988—1990 Buick Electra
- 1988—1991 Buick LeSabre
- 1988—1990 Buick Reatta
- 1988—1990 Buick Riviera
- Formula Holden

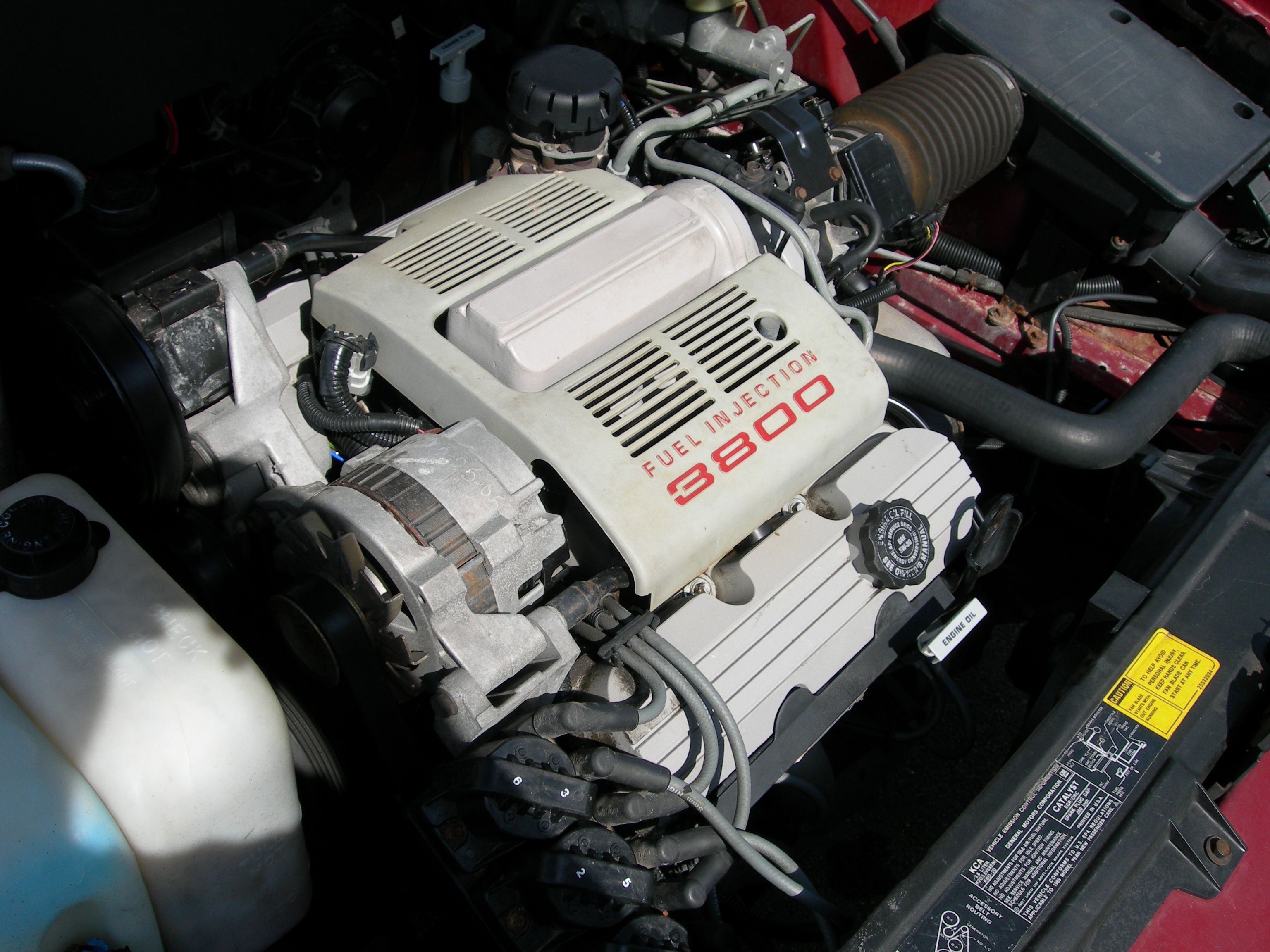
LN3 на Pontiac Bonneville

- 1988—1991 Holden Commodore (VN Series I)
- 05.1988—1991 Oldsmobile Delta 88
- 1988—1990 Oldsmobile Ninety-Eight
- 1988—1990 Oldsmobile Touring Sedan
- 1988—1990 Oldsmobile Toronado
- 1988—1990 Oldsmobile Toronado Trofeo
- 1988—1991 Pontiac Bonneville

#### 3300 (LG7)
- Объём: 3,3 л (3340 см3)

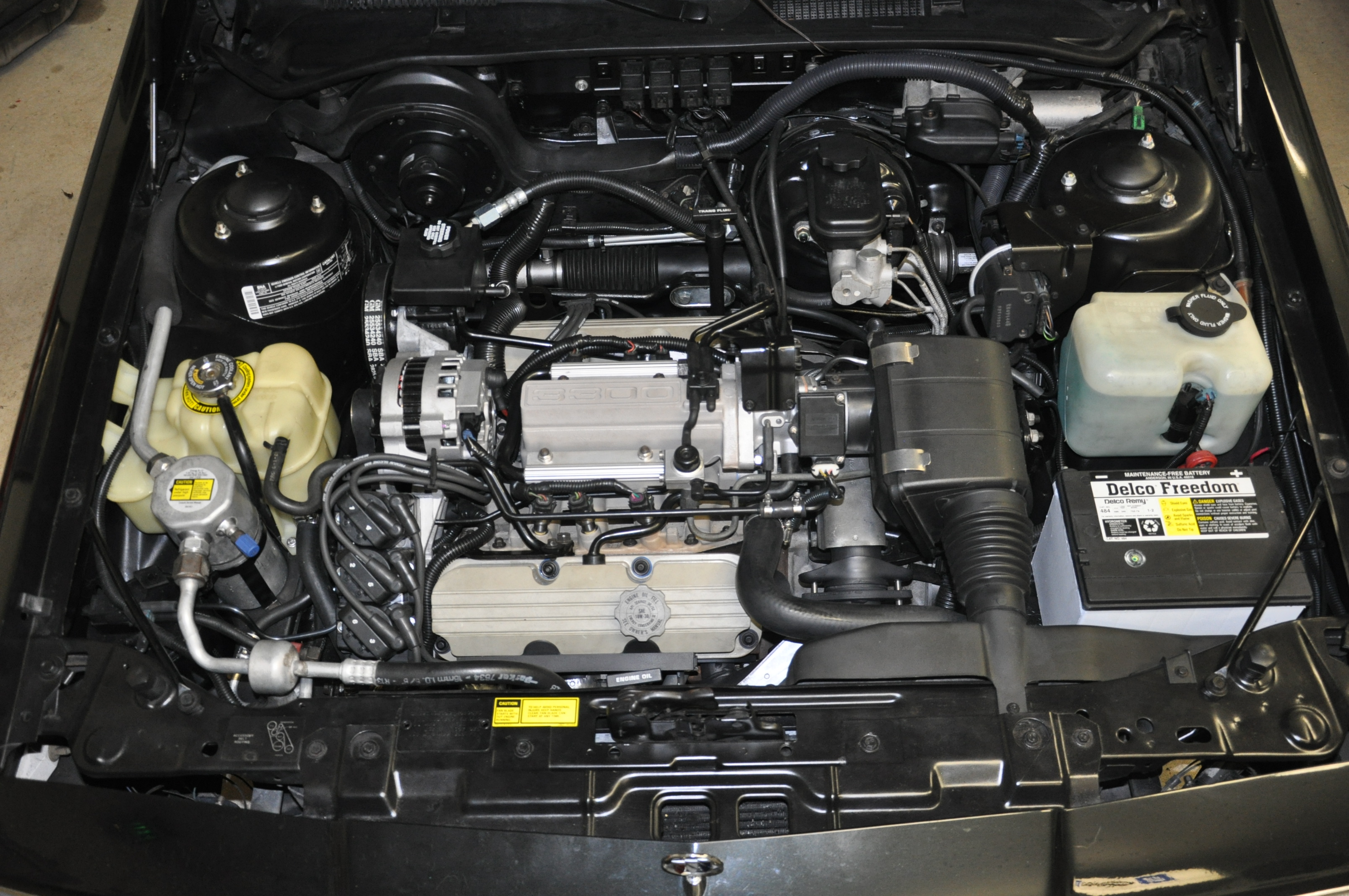
General Motors 3300 V6 (VIN N) на Buick Skylark

- Диаметр цилиндра × ход поршня: 94 × 80,3 мм
- Мощность: 119 кВт (160 л. с.) при 5200 об/мин
- Крутящий момент: 251 Н⋅м при 2000 об/мин
- Красная зона: 5500 об/мин

- 1989—1993 Buick Century
- 1989—1993 Buick Skylark
- 1992—1993 Pontiac Grand Am
- 1992—1993 Oldsmobile Achieva
- 1989—1991 Oldsmobile Calais
- 1989—1993 Oldsmobile Cutlass Ciera

### Series I

#### L27 SI (без наддува)
- Объём: 3,8 л (3791 см3)

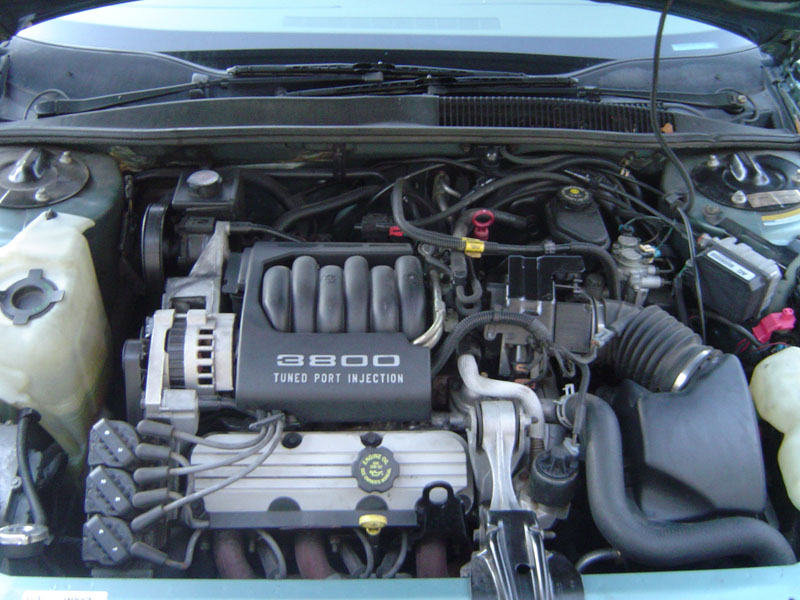
3800 Series I L27 на Buick Regal

- Мощность: 127—130 кВт (170—174 л. с.)

- 1992—1995 Buick LeSabre
- 1991—1994 Buick Park Avenue
- 1991 Buick Reatta
- 1990—1995 Buick Regal
- 1991—1993 Buick Riviera
- 1992—1995 Chevrolet Lumina APV
- 1991—1995 Holden Commodore (VNII, VP, VR)
- Holden Caprice (VQ, VR)
- 1992—1994 Pontiac Bonneville
- 1992—1995 Pontiac Trans Sport
- 1992—1994 Oldsmobile Eighty-Eight
- 1992—1994 Oldsmobile Ninety-Eight
- 1991—1992 Oldsmobile Toronado
- 1991—1992 Oldsmobile Toronado Trofeo
- 1992—1995 Oldsmobile Silhouette

#### L67 SI (с наддувом)

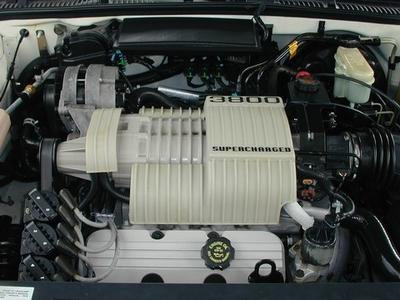
L67 SI мощностью 168 кВт (225 л. с.) и крутящим моментом 373 Н⋅м на Buick Riviera

- Мощность: 205—225 л. с.
- Красная зона: 5400—6000 об/мин

- 1991—1995 Buick Park Avenue
- 1992—1995 Oldsmobile Ninety-Eight
- 1992—1995 Pontiac Bonneville
- 1995 Buick Riviera
- 1995 Oldsmobile Eighty-Eight

### Series II
- Диаметр цилиндра × ход поршня: 97 × 86 мм[1]
- Мощность: 153 кВт (205 л. с.)
- Крутящий момент: 312 Н⋅м

#### L36 SII (без наддува)
- 1996—2005 Buick LeSabre
- 1995—2005 Buick Park Avenue
- 1996—2004 Buick Regal
- 1995—1997 Buick Riviera

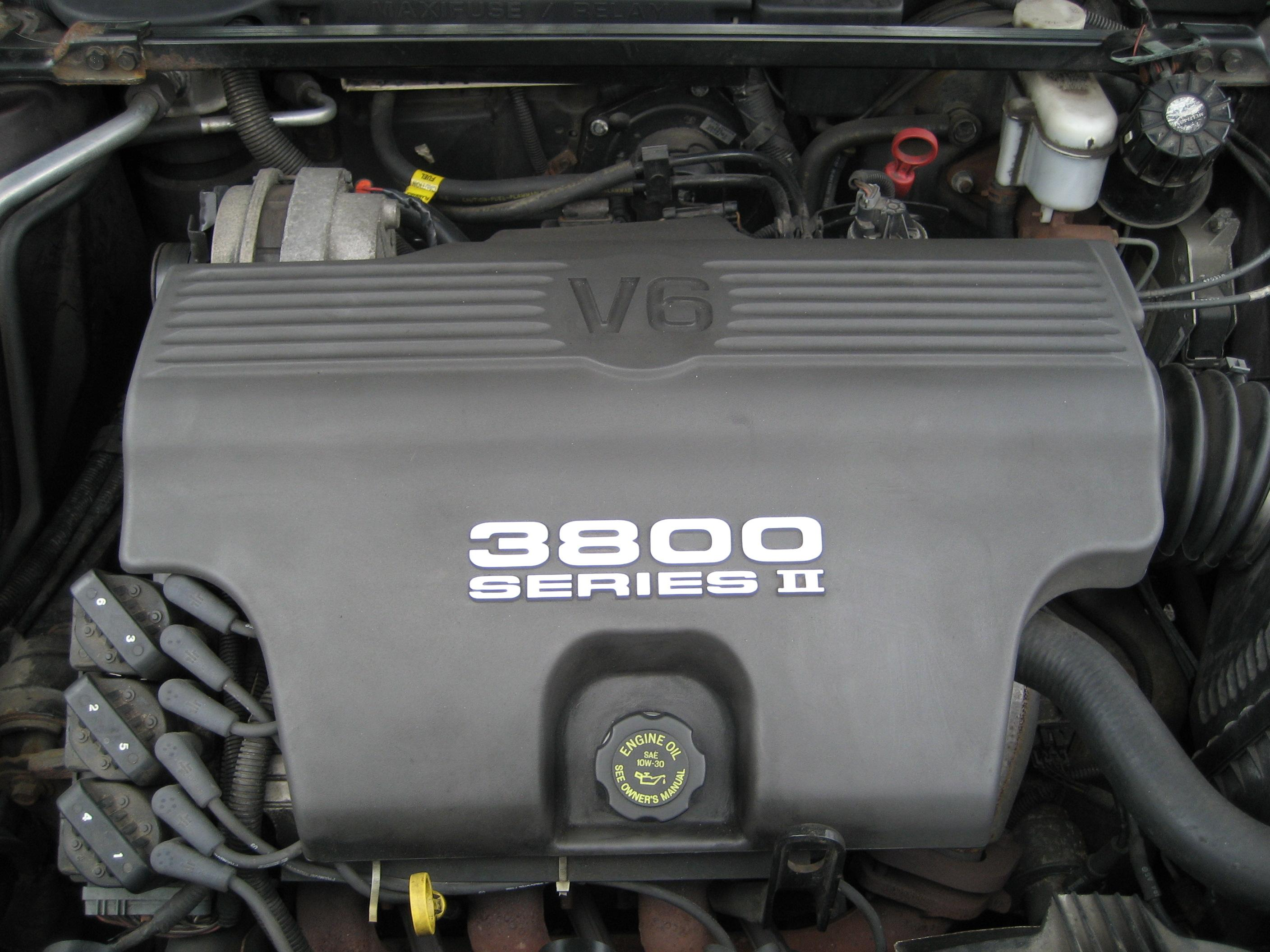
L36 на Oldsmobile 88

- 1995 (Калифорния), 1996—2002 Chevrolet Camaro

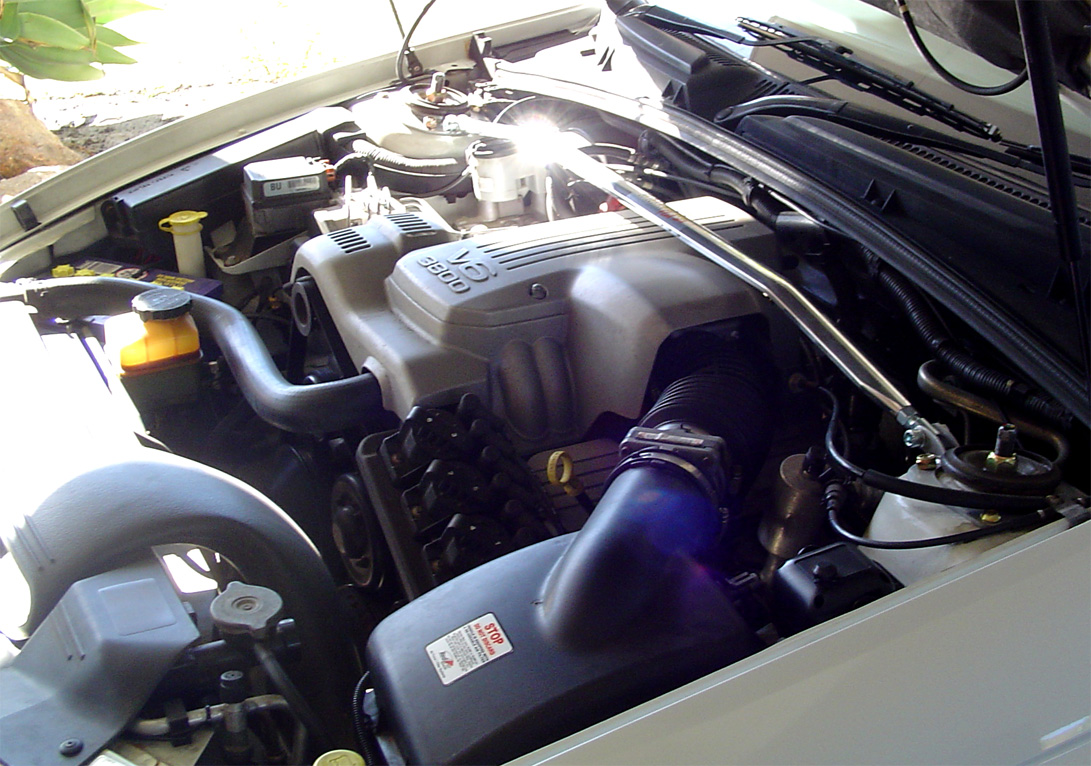
L36 на Holden VT Commodore

- 2000—2005 Chevrolet Impala
- 1998—1999 Chevrolet Lumina LTZ
- 1999—2004 Chevrolet Omega
- 1998—2005 Chevrolet Monte Carlo
- 1995—2004 Holden Commodore (VS, VT, VX, VY)
- Holden Caprice (VS, WH, WK)
- Holden Ute (VU, VY)
- 1995—1996 Oldsmobile Ninety-Eight
- 1995—1999 Oldsmobile Eighty-Eight
- 1998—1999 Oldsmobile Intrigue
- 1996—1998 Oldsmobile LSS
- 1997—1998 Oldsmobile Regency
- 1995—2005 Pontiac Bonneville
- 1995 (Калифорния), 1996—2002 Pontiac Firebird
- 1997—2003 Pontiac Grand Prix

#### L67 SII (с наддувом)
- Мощность: 179 кВт (240 л. с.)
- Крутящий момент: 380 Н⋅м

- 1996 Buick Park Avenue
- 1997—2005 Buick Park Avenue
- 05.1997—2004 Buick Regal
- 1996—1999 Buick Riviera
- 2004—2005 Chevrolet Impala
- 2004—2005 Chevrolet Monte Carlo
- 1996—1999 Oldsmobile Eighty-Eight
- 1996—1999 Pontiac Bonneville
- 2000—2003 Pontiac Bonneville
- 1997—2003 Pontiac Grand Prix
- 1996—2004 Holden Commodore VS, VT, VX, VY
- 1996—2004 Holden Caprice и Statesman VS, WH, WK
- 2001—2004 Holden Monaro

### Series III

#### L26 SIII (без наддува)

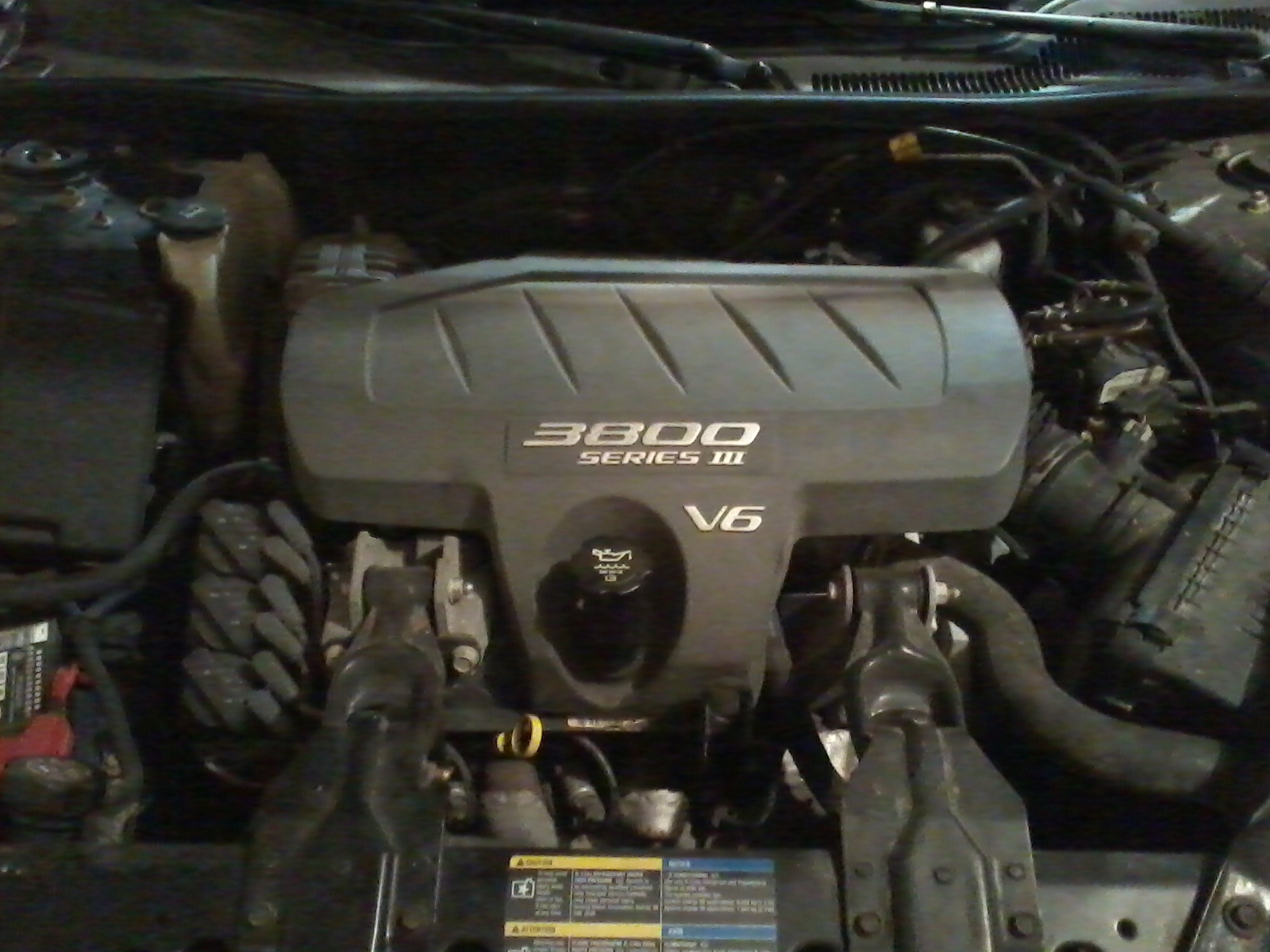
L26 на Pontiac Grand Prix

- 2004—2008 Pontiac Grand Prix
- 2005—2009 Buick LaCrosse/Allure
- 2006—2008 Buick Lucerne

#### L32 SIII (с наддувом)
- Мощность: 194 кВт (260 л. с.)

- 2004—2005 Pontiac Grand Prix GTP
- 2006—2007 Pontiac Grand Prix GT

## Special Editions

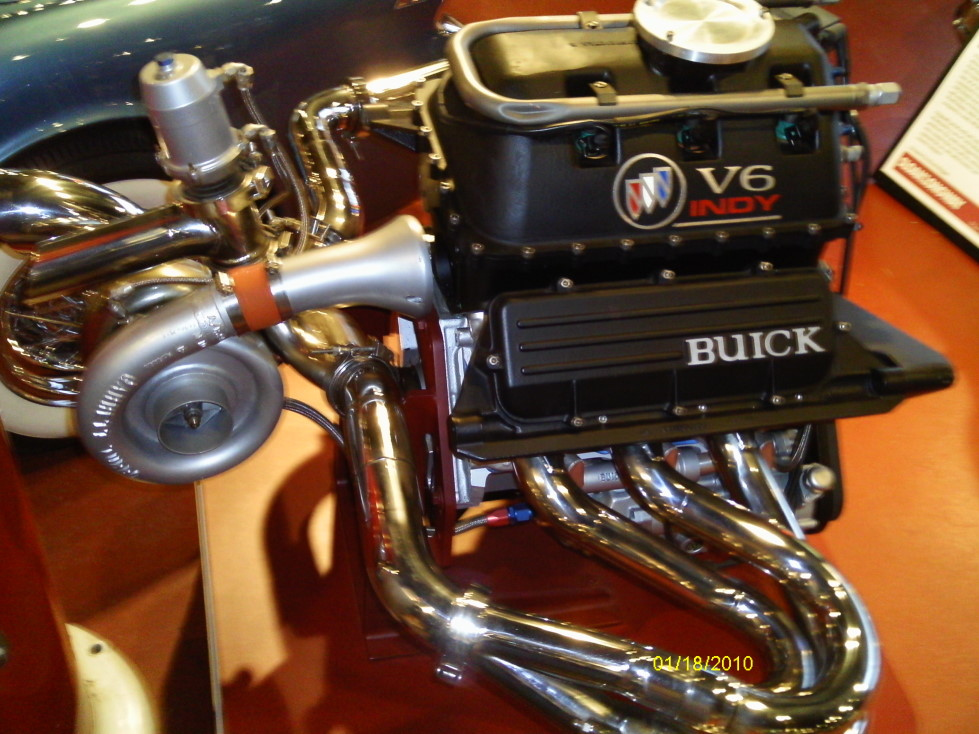
Buick 3300 Indy CART / USAC turbo V6
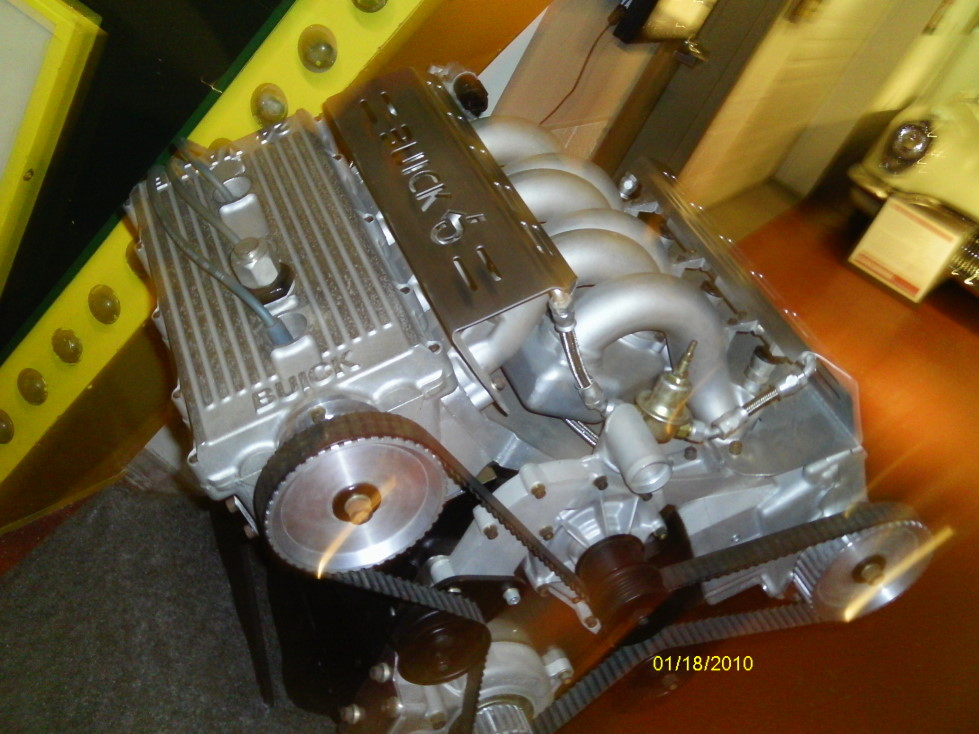
1985 Buick Wildcat 24-valve V6
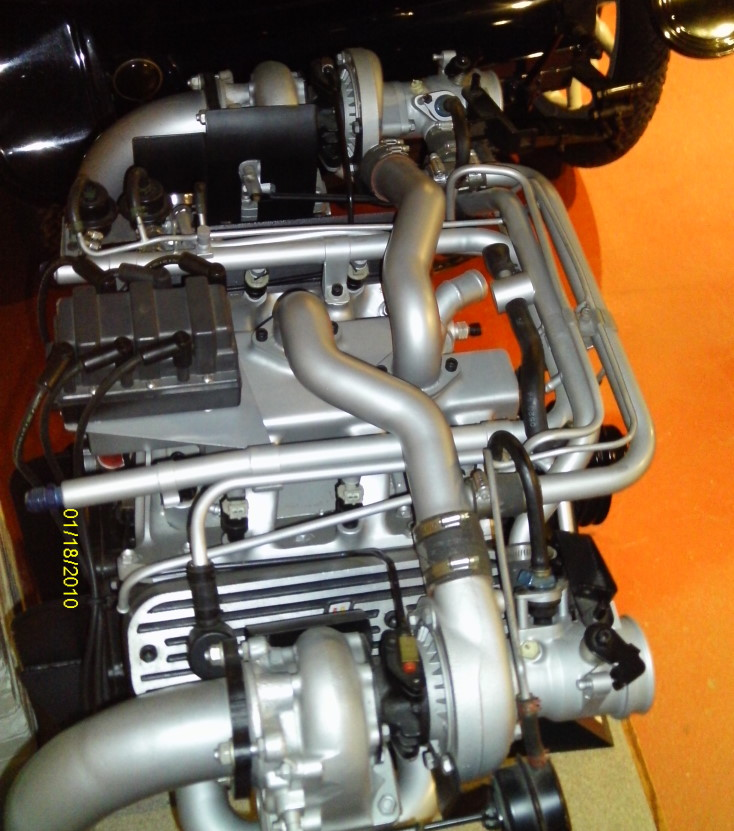
1983 Buick Indy 500 Pace Car twin turbo V6